# Till Hoheneder
Till Hoheneder (* 1. Dezember 1965 in Hamm) ist ein deutscher Comedian, Musiker, Autor und Podcaster.

## Leben
Till Hoheneder begann seine Karriere als Musiker. Als Sänger und Gitarrist trat er gemeinsam mit Musikern wie Inga Rumpf und Peter Bursch auf.
1986 gründete er gemeinsam mit Andreas Obering und Klaus „Magic“ Rüter die Musikparodiegruppe „Till & Obel“. Am 25. Februar 1996 trat er in der Formation Till und Obel (Till Hoheneder (Till) (Gitarre, Gesang), Andreas Obering (Obel) (Gitarre, Gesang) und Volker Wendland (Volker) (Keyboard, Programmierung, Gesang)) im WDR-Rockpalast auf. 14 Jahre lang tourte das Trio durch Deutschland und absolvierte mit seinen sechs Bühnenprogrammen über 1000 Live-Auftritte. Neben zahlreichen Fernsehauftritten in ARD, ZDF, RTL und WDR gab es zeitweilig bei RTL eine eigene „Till & Obel“-Show unter der Regie von Sven Unterwaldt.
2000 entstand das erste Solo-Programm Du kannst mich zweimal, 2003 folgte Ich kann auch anders. Seit 2005 ist er mit Herrencreme auf Tournee. Das Programm entstand unter Mitarbeit des Autorenteams, das schon für Gaby Kösters Bühnen-Comeback verantwortlich zeichnete.
Er ist gelegentlicher Gast im Quatsch Comedy Club und bei NightWash, wo seine Auftritte inhaltlich und sprachlich stark an das künstlerische Gesamtkonzept von Atze Schröder erinnern.
Seit Ende 2006 hat er mit „E-Mail von Till“ eine eigene Kolumne bei stern.de.
Mit der Rockgruppe „Till & Die Altobellis“ absolviert er regelmäßig Auftritte mit Comedy-Einlagen. Im Sommer 2007 begleitete die Band Atze Schröder auf seiner „Atze im Wunderland“-Open-Air-Tour.
Till Hoheneder arbeitet als Autor und Ghostwriter für Comedians und Kabarettisten wie Atze Schröder, Gaby Köster, Mike Krüger, Horst Lichter, Lisa Feller und Steffen Henssler. Er ist Co-Autor von Mike Krügers und Atze Schröders Autobiografie.
Seit dem 12. März 2019 betreibt Hoheneder gemeinsam mit dem Darsteller von Atze Schröder den Podcast Zärtliche Cousinen, mit dem sie auch auf Tour gehen.

## Diskografie
- 1995: Willkommen auf der Blöden Seite der Macht (Till & Obel)
- 1996: Uns kann keiner (Till & Obel)
- 2000: Expeditionen ins Tierreich mit Prof. Dr. Till Sielmann! (Till)
- 2000: Mit Alles-das Beste aus 14 Jahren (Till & Obel)